# 水野隆
水野 隆（みずの たかし、旧姓：徳弘（とくひろ
）、1931年4月28日 -  没年不明）は日本の元サッカー選手、サッカー指導者。ポジションはFW。

## 経歴
甲陽学院中学校在学中よりサッカーを始め、同中学4年修了後の1948年に関西学院高等部へ編入。
1950年に関西学院大学に入学してサッカー部に入部した。在学中の1953年に第33回天皇杯全日本サッカー選手権大会で全関学の一員として優勝に貢献。また、同年にドルトムントで開催された国際大学スポーツ週間（ユニバーシアードの前身）の日本学生選抜として井上健、木村現、平木隆三らと共に選出され、大会に出場した。
1954年に大学卒業後は湯浅電池に入社。なお、大学卒業後もサッカーを続け、1955年の第35回天皇杯全日本サッカー選手権大会で全関学の一員として、1958年の第38回天皇杯全日本サッカー選手権大会で関学クラブの一員としてそれぞれ優勝した。
日本代表としては1953年11月22日に大阪球場で行われたユールゴーデンIF（スウェーデン）戦で初出場し、1954年アジア競技大会の日本代表にも選出され、1955年10月9日に東京・後楽園競輪場で行われたビルマ代表戦で国際Aマッチ出場を果たした。
引退後は指導者の道へ進み、日本ユース代表、日本B代表、中京大学体育会サッカー部などの監督を務めた。また愛知県サッカー協会常任理事としてサッカーの普及にも尽力した。

## 所属クラブ
- 関西学院高等部
- 関西学院大学
- 全関学/関学クラブ
- 湯浅電池
- 名古屋クラブ[2]

## 代表歴

### 試合数
- 国際Aマッチ 1試合 0得点(1955)

| 日本代表 | 国際Aマッチ | 国際Aマッチ | その他 | その他 | 期間通算 | 期間通算 |
| 年       | 出場        | 得点        | 出場   | 得点   | 出場     | 得点     |
| -------- | ----------- | ----------- | ------ | ------ | -------- | -------- |
| 1953     | 0           | 0           | 1      | 0      | 1        | 0        |
| 1954     | 0           | 0           | 0      | 0      | 0        | 0        |
| 1955     | 1           | 0           | 0      | 0      | 1        | 0        |
| 1956     | 0           | 0           | 0      | 0      | 0        | 0        |
| 1957     | 0           | 0           | 0      | 0      | 0        | 0        |
| 1958     | 0           | 0           | 0      | 0      | 0        | 0        |
| 1959     | 0           | 0           | 1      | 0      | 1        | 0        |
| 通算     | 1           | 0           | 2      | 0      | 3        | 0        |

### 出場
| No. | 開催日         | 開催都市 | スタジアム   | 対戦相手 | 結果 | 監督     | 大会         |
| --- | -------------- | -------- | ------------ | -------- | ---- | -------- | ------------ |
| 1.  | 1955年10月09日 | 東京都   | 後楽園競輪場 | ビルマ   | △0-0 | 竹腰重丸 | 国際親善試合 |

## 指導歴
- 日本ユース代表
- 日本B代表
- 中京大学